# Futaki Krisztián
Futaki Krisztián (Békéscsaba, 1979. február 2. –) labdarúgó, hátvéd. Jelenleg az Orosháza FC játékosa.

## Pályafutása
Békéscsabai saját nevelésű játékos, 2006-ig itt is játszott, de csupán 16 alkalommal az NB I-ben, aztán átigazolt két évre az Orosháza FC csapatához. 2009 tavaszától ismét a Békéscsaba 1912 Előre játékosa volt. 2010 nyarán visszatért Orosházára.

## Sikerei, díjai
2006–2007-es NB II-es szezon: Bronzérem (Orosháza Fc)